# Edgardo Simón
Edgardo Simón (Coronel Suárez, Província de Buenos Aires, 16 de desembre de 1974) és un ciclista argentí que combina tant el ciclisme en pista com la carretera.
Del seu palmarès en pista destaquen dues medalles de bronze al Campionat dels món en Madison i nombroses medalles als Campionats Panamericans i als Jocs Panamericans.
En ruta ha guanyat diferents proves del calendari de l'UCI Amèrica Tour, del qual es va proclamar campió a la primera edició de 2005.

## Palmarès en ruta
- 1999
  - Vencedor d'una etapa a la Volta a l'Argentina
- 2000
  -  Campió de l'Argentina en contrarellotge
- 2001
  -  Campió de l'Argentina en contrarellotge
  - 1r a la Doble Bragado
  - 1r a la Volta a San Juan
- 2002
  - 1r a la Volta per un Xile Líder
  - 1r a la Volta a San Juan
  - Vencedor de 2 etapes a la Volta a Xile
- 2003
  - Vencedor de 3 etapes a la Volta a Xile
  - Vencedor de 2 etapes a la Volta a San Juan
- 2004
  - 1r a la Volta per un Xile Líder i vencedor de 2 etapes
  - Vencedor de 3 etapes a la Volta a Xile
  - Vencedor de 2 etapes a la Volta a Guatemala
  - Vencedor d'una etapa a la Volta a San Juan
- 2005
  - 1r a l'UCI Amèrica Tour
  - 1r a la Volta a Xile i vencedor de 3 etapes
  - 1r a la Volta per un Xile Líder i vencedor de 3 etapes
  - 1r al Campionat Panamericà en contrarellotge
  - Vencedor d'una etapa a la Volta a San Juan
- 2006
  - Vencedor d'una etapa a la Volta per un Xile Líder
- 2007
  - Vencedor de 3 etapes a la Volta per un Xile Líder
  - Vencedor d'una etapa a la Rutes d'Amèrica
- 2008
  - Vencedor de 3 etapes a la Volta a l'Estat de São Paulo
  - Vencedor de 2 etapes a la Volta a Bolívia
- 2009
  - Vencedor de 2 etapes a la Volta a Gravataí
  - Vencedor d'una etapa a la Volta a Santa Catarina
  - Vencedor de 3 etapes a la Volta a Bolívia
  - Vencedor d'una etapa a la Volta a San Juan
- 2010
  - Vencedor d'una etapa a la Volta a Santa Catarina
  - Vencedor de 2 etapes al Tour de Brasil-Volta de l'Estat de São Paulo
- 2011
  - Vencedor d'una etapa al Tour de Rio
- 2012
  - Vencedor d'una etapa a la Volta a l'Uruguai
  - Vencedor de 2 etapes al Tour de Rio
  - Vencedor d'una etapa al Tour de Brasil-Volta de l'Estat de São Paulo

## Palmarès en pista
- 1994
  - 1r als Campionats Panamericans en Persecució per equips (amb Ángel Darío Colla, Walter Pérez i Sergio Giovachini)
- 2001
  - 1r als Campionats Panamericans en Persecució individual
- 2005
  - 1r als Campionats Panamericans en Persecució individual